# Rise of the Robots
Rise of the Robots är ett fightingspel med robotar, utvecklat av och utgivet av Time Warner Interactive. Spelet porterades till flera hemkonsoler och datorer, och släpptes också i arkadhallarna.
Spelet utspelar sig år 2043, och tillhör cyberpunkgenren. Det är inspirerat av filmer som Blade Runner, Metropolis, Robocop och Terminator.

### Fotnoter
1. ↑  ”Rise of the Robots” (på svenska). Rise of the Robots (Kungsbacka: Atlantic) (1 1995):  sid. 32-33. januari 1995. Läst 23 april 2014.